# Plearthonis
Plearthonis is een monotypisch geslacht van schimmels behorend tot de familie Arthoniaceae. Het bevat alleen de soort Plearthonis caesia